# Ferdinand Dutert
La Galería de las Máquinas (1889) fue una obra emblemática de la arquitectura industrial del siglo XIX, similar a la fábrica de chocolates Menier en su uso innovador del hierro forjado y el vidrio. Su diseño destacaba por una gran nave diáfana sin soportes internos, logrando una de las mayores luces construidas hasta entonces. Representaba el avance tecnológico de la Exposición Universal de París y anticipaba futuras construcciones modernas. Su combinación de funcionalidad y estética la convirtió en un referente del racionalismo arquitectónico y en un antecedente del modernismo y la arquitectura del siglo X.

## Biografía
Charles Louis Ferdinand Dutert nació el 21 de octubre de 1845 en Douai, hijo de un comerciante de esa ciudad. Fue aceptado en la Escuela Nacional Superior de Bellas Artes en 1863, y se formó en los estudios de Hippolyte Lebas y Léon Ginain. Postuló en dos ocasiones al Prix de Rome, ganando el Gran Premio en Arquitectura en 1869 por un proyecto denominado "Palacio de la embajada francesa en la capital de un estado poderoso". Pasó tres años en la Villa Medici entre 1870 y 1873. Al regresar a Francia, trabajó en su departamento natal, pero también en París.
Dutert fue elegido como el arquitecto para la Galería de las Máquinas en la Exposición Universal de París de 1889, y fue responsable de todo su diseño arquitectónico. Fue asistido por los arquitectos Blavette, Deglane y Eugène Hénard. El salón principal tenía 420 metros de largo por 115 de largo, cubriendo un área de 4,5 ha. Tenía una altura de 45 m. El ingeniero Victor Contamin fue responsable por el diseño técnico de la gran estructura de acero, incluyendo los cálculos para asegurar la integridad estructural de los enormes arcos. Hénard dijo que la Galería combinaba una buena apariencia estética con una función de ingeniería práctica. Los dos objetivos eran complementarios.
Dutert también contribuyó a la Exposición Universal de París de 1900. Murió en su hogar en la Avenida Kléber 41 en el XVI Distrito de París el 12 de febrero de 1906.

## Premios y reconocimientos
- Gran Prix de Rome (1869)
- Medalla de 1.ª clase en el Salón de París de 1875
- Medalla de 1.ª clase en la Exposición Universal de París de 1878
- Oficial de la Legión de Honor en 1889[6]

En 1891 Édouard Sain pintó su retrato en un óleo sobre lienzo. El mismo año Édouard Houssin hizo un busto de él que se encuentra en el musée de la Chartreuse de Douai.

## Obras destacadas

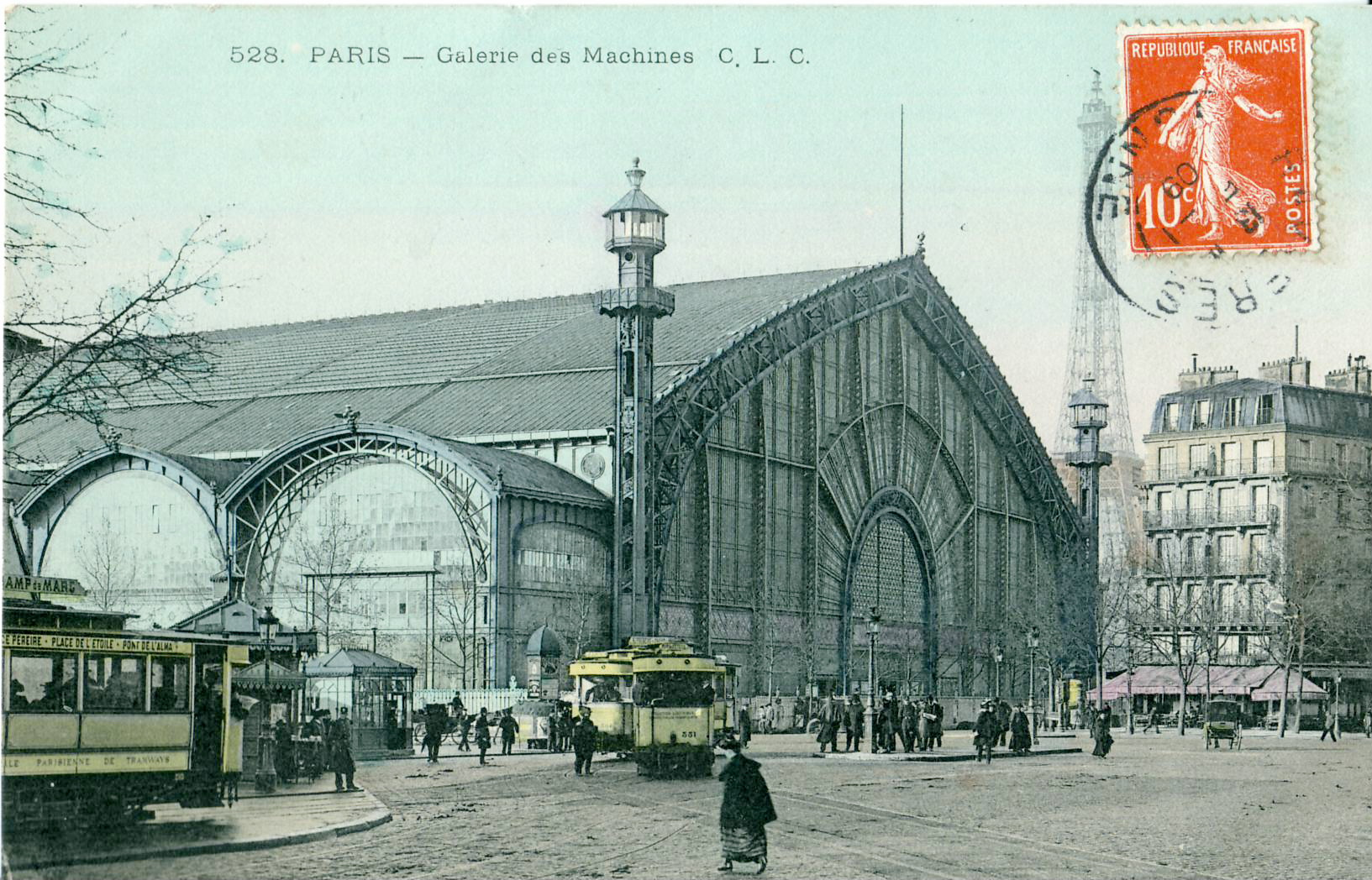
La Galería de las Máquinas, a principios del siglo XX

- 1882: Monumento de Mariette Bey en Boulogne-sur-Mer (Pas-de-Calais)[7]
- 1884-1887: Anexo al hospital Gatien de Clocheville, hoy en día la oficina administrativa de la Dirección de Salud y Acción Social en Boulogne-sur-Mer[8]
- 1889: Galería de las Máquinas (o Palacio de las Máquinas) en la Exposición Universal de París de 1889, con la colaboración del ingeniero Victor Contamin
- 1889: Escuela Nacional de Arte e Industrias Textiles en Roubaix (departamento Nord)[9][10]
- 1893: Monumento conmemorativo Wattignies-la-Victoire en Maubeuge (departamento Nord)[11]
- 1893-1896: Hospital General de Saint-Louis, Boulogne-sur-Mer, en colaboración con el arquitecto local Pichon (demolido en 1988)[12]
- 1892-1898: Galería de paleontología y anatomía comparada del Museo Nacional de Historia en el V Distrito de París, construido para la Exposición Universal de París de 1900.